# Calosphen auristrigatus
Calosphen auristrigatus är en tvåvingeart som beskrevs av Willi Hennig 1934. Calosphen auristrigatus ingår i släktet Calosphen och familjen skridflugor.
Artens utbredningsområde är Bolivia. Inga underarter finns listade i Catalogue of Life.